# Wind on the water
Wind on the water is een muziekalbum van Graham Nash en David Crosby uit 1975. Het is het tweede album dat zij als tweetal uitbrachten. Ze zijn vooral bekend als leden van drie- en viertal Crosby, Stills, Nash & Young.
Alle nummers werden door het duo zelf geschreven. Aan de opnames werkten bekende musici mee, onder wie Carole King, James Taylor, Jackson Browne, Leland Sklar, Tim Drummond, Levon Helm, Ben Keith en Russ Kunkel.
Het album bereikte plaats 6 in de Billboard 200. Het nummer Carry me werd op een single uitgebracht en bereikte plaats 52 in de Billboard Hot 100.

## Nummers
| Nr. | naam                                                       | schrijver                      | duur |
| --- | ---------------------------------------------------------- | ------------------------------ | ---- |
| A1  | Carry me                                                   | David Crosby                   | 3:35 |
| A2  | Mama lion                                                  | Graham Nash                    | 3:17 |
| A3  | Bittersweet                                                | David Crosby                   | 2:39 |
| A4  | Take the money and run                                     | Graham Nash                    | 3:23 |
| A5  | Naked in the rain                                          | David Crosby Graham Nash       | 2:27 |
| A6  | Love work out                                              | Graham Nash                    | 4:45 |
| B1  | Low down payment                                           | David Crosby                   | 4:54 |
| B2  | Cowboy of dreams                                           | Graham Nash                    | 3:30 |
| B3  | Homeward through the haze                                  | David Crosby                   | 4:06 |
| B4  | Fieldworker                                                | Graham Nash                    | 2:47 |
| B5  | To the last whale... A. Critical mass B. Wind on the water | A. David Crosby B. Graham Nash | 5:33 |